# Racquets

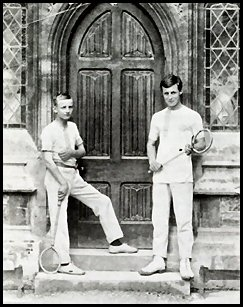
Racquetsspelare under tidigt 1900-tal.

Racquets (i Storbritannien rackets, ibland hard rackets) är en racketsport som spelas inomhus i Storbritannien, USA och Kanada. Sporten anses vara den direkta förebilden till squash. Racquets har sitt ursprung i ett tidsfördriv bland 1700-talets interner på London's King's Bench and Fleet debtors prisons.

## Spelet

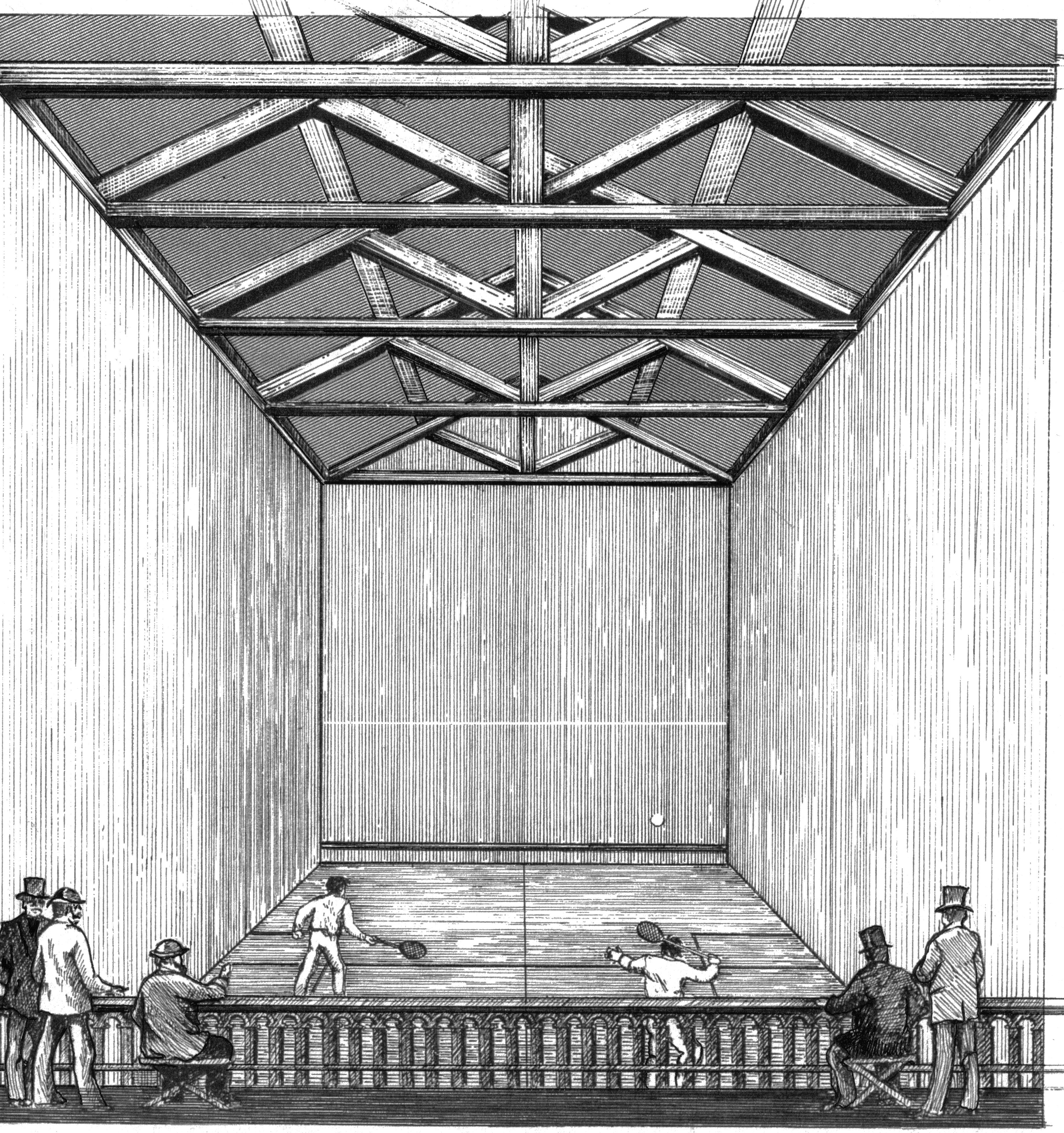
Racquet-hallen i Eglinton Castle 1842.

Racquets spelas inomhus på en väggförsedd bana med måtten 9,14 × 18,28 m med en takhöjd av minst 9,14 m. Singel (enkelspel) och dubbel spelas på samma bana. För spelet används en långskaftad (77,5 cm) träracket och en vit boll (diameter 38mm) som väger 28 gram. 
Som i squash skall bollen spelas mot frontväggen och returneras efter studs mot golvet eller som volley. Bollen får träffa sidoväggarna. Spelet är mycket snabbt och bollar som träffar eller riskerar att träffa motspelaren skall spelas om. Matcher spelas i bäst av 5 game om vardera 15 poäng.  
Spelet administreras i England av Tennis and Rackets Association och i USA av North American Racquets Association. Det organiseras bland annat världsmästerskapsturneringar i både singel och dubbel.

## Historia

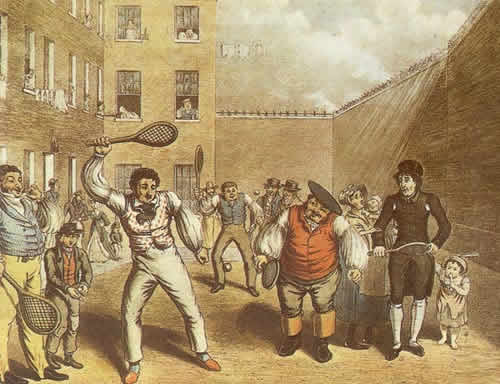
Intern som spelar Racquets mot fängelsemuren.

Internerna vid London's King's Bench and Fleet debtors prisons brukade under 1700-talet spela olika typer av boll och använda fängelsemurarna som bollplank. Så småningom började man använda också tennisracketar. Efter avtjänat straff spelade man ute på bakgårdar och skolgårdar, från andra halvan av 1700-talet också på inomhusbanor avsedda för spelet. 
Spelet blev särskilt populärt på Harrow School i London. Under 1800-talet byggdes flera bollhus för racquets, den äldsta som fortfarande är i bruk vid Eglinton Castle i Skottland.
Racquets var en av förebilderna för Walter Clopton Wingfield när han uppfann det moderna tennisspelet. I sin första regelutgåva använde han samma poängräknesystem som för racquets.
Racquets ingick i programmet för Olympiska sommarspelen 1908.